# کوه هیئی

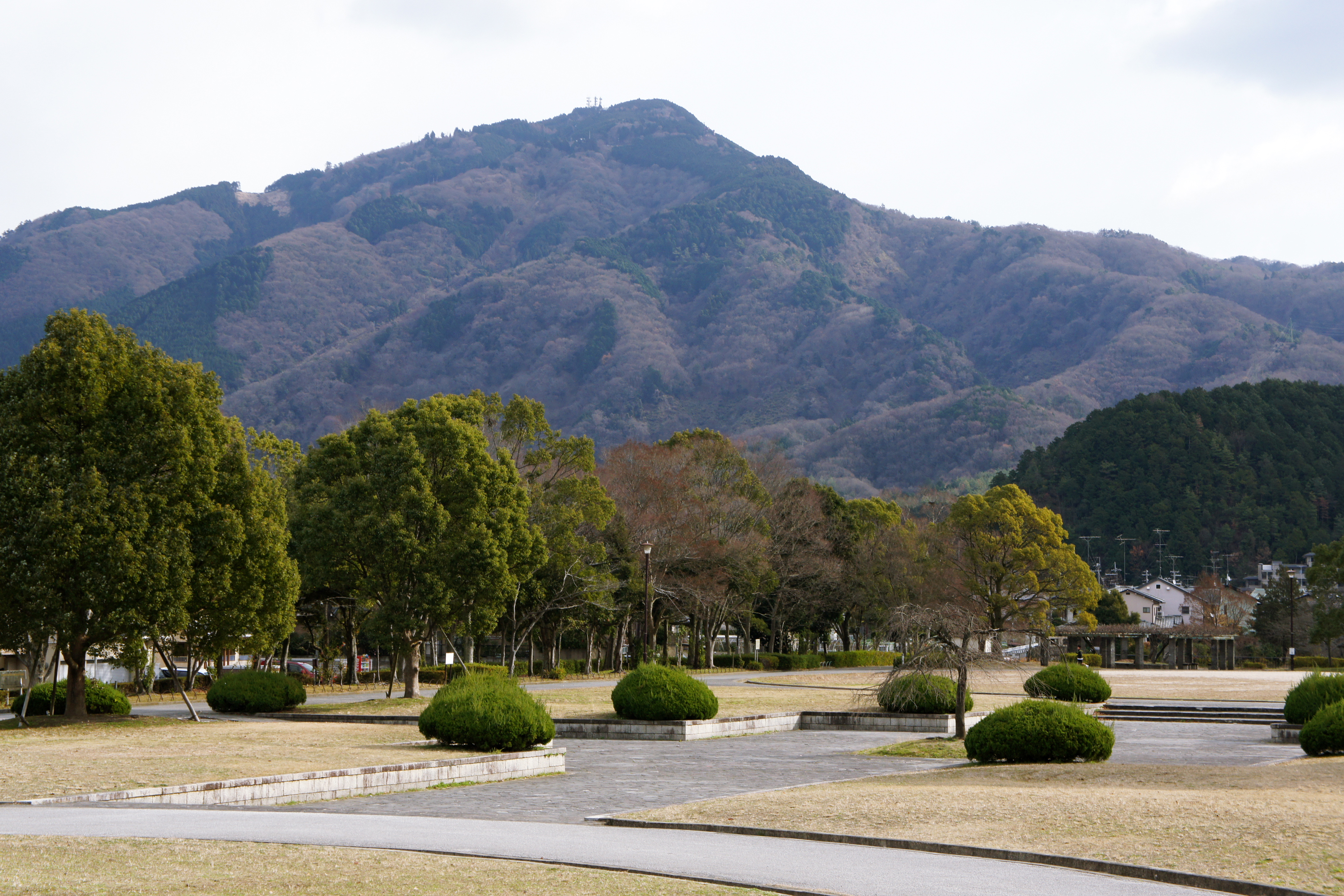
منظره از پارک تاکاراگایکه در کیوتو

کوه هیئی (به ژاپنی: 比叡山) کوهی است که در استان شیگا و در قسمت غربی شهر اتسو و استان کیوتو در قسمت شمال شرقی شهر کیوتو واقع شده‌است.